# Букенбай Карабатырулы
Букенбай Карабатырулы (каз. Бөкенбай Қарабатырұлы 1667-1742) – батыр и потомственный бий, один из основных организаторов освободительной борьбы против джунгарско-калмыцкой агрессии в XVIII веке.

## Биография
Букенбай Карабатырулы (по другим источникам Караулы, что также верно) родился в 1667 году родился и вырос в Западном Казахстане, в семье Кара батыра, также проявившим себя в  битвах с джунгарами, происходил из рода Табын племени жетыру.
В 1710 г. во всеказахском курултае Букенбай единогласно был избран Главнокомандующим объединенного казахского войска.  До своей последней битвы всегда находился в авангарде сражений с калмыками на западе и джунгарами на востоке казахских степей. В сражениях с джунгарами героически погибли четыре его родных старших братьев.
Призывал к  объединению трех жузов и создания освободительной армии против джунгарского ига.
Вместе с ханом Младшего жуза Абулхаиром выступал за дружбу с Российской империей, призывал к объединению всех казахских родов и образованию сильного централизованного государства под протекторатом России.
Начав свой героический путь в 1690-х годах, всю сознательную жизнь провел в военных походах, героически погиб в 1742 г. во время сражении с туркменами в возрасте 75 лет, возглавляя казахскую дружину. Букенбай батыр был известнейшей личностью во всей казахской степи. Несмотря на наличие многочисленных архивных источников о нем его подвиги и заслуги были ошибочно отождествлены с другими одноименными батырами.